# Festival di Berlino 2025

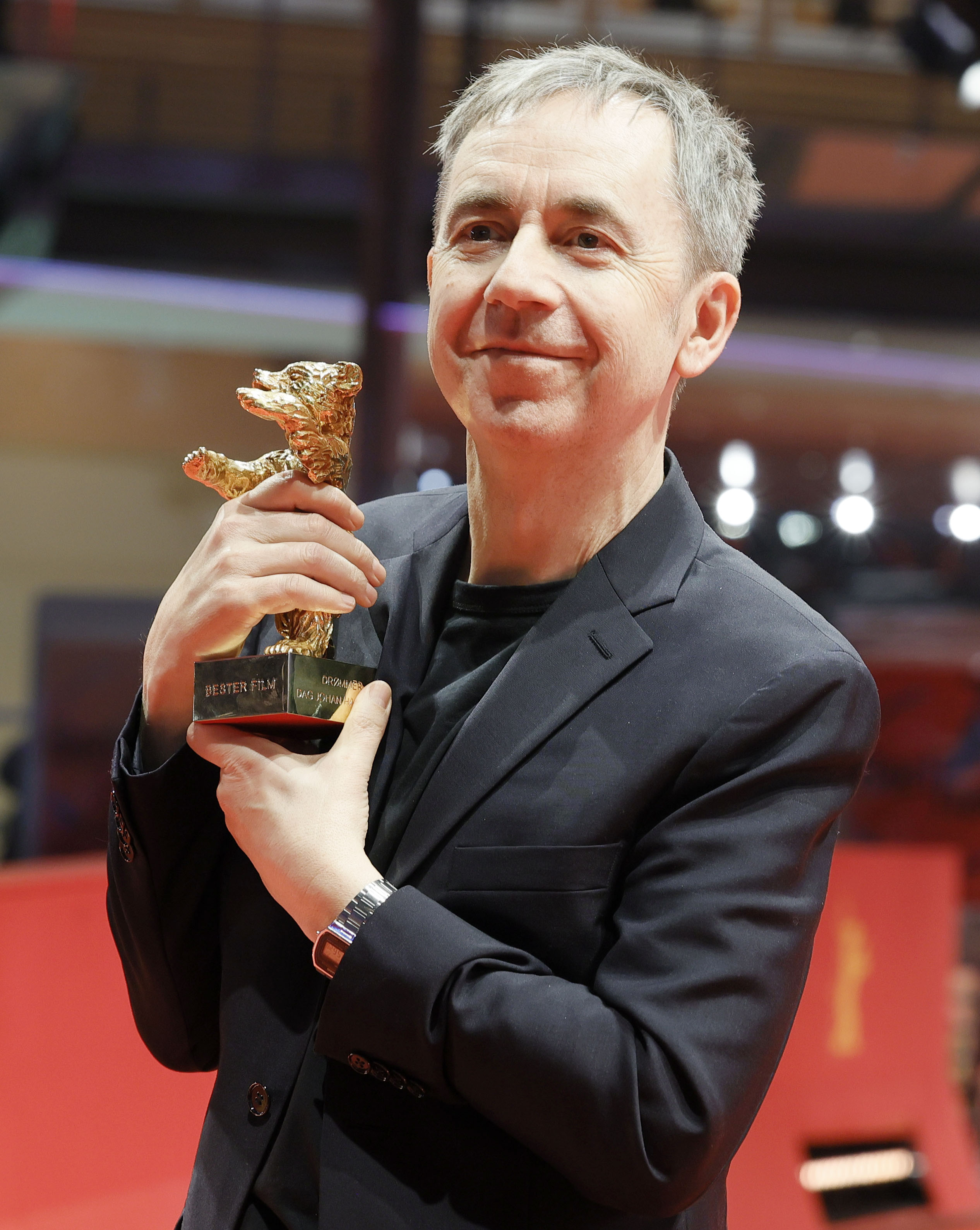
Il regista Dag Johan Haugerud, vincitore dell'Orso d'oro.

La 75ª edizione del Festival internazionale del cinema di Berlino si è svolta a Berlino dal 13 al 23 febbraio 2025, con lo Zoo Palast come sede principale. Alla direzione del festival è stata per il primo anno Tricia Tuttle.
L'Orso d'oro è stato assegnato al film Dreams del regista norvegese Dag Johan Haugerud.
L'Orso d'oro alla carriera è stato assegnato all’attrice Tilda Swinton, mentre la Berlinale Kamera è stata assegnata a Rainer Rother, Direttore Artistico della Deutsche Kinemathek.
Il festival è stato aperto dal film Das Licht di Tom Tykwer, proiettato nella sezione Berlinale Special Gala.
La retrospettiva di questa edizione, intitolata "Wild, Weird, Bloody. German Genre Films of the 70s", è stata dedicata ai film di genere prodotti negli anni settanta in Germania Est e Germania Ovest.

## Giurie

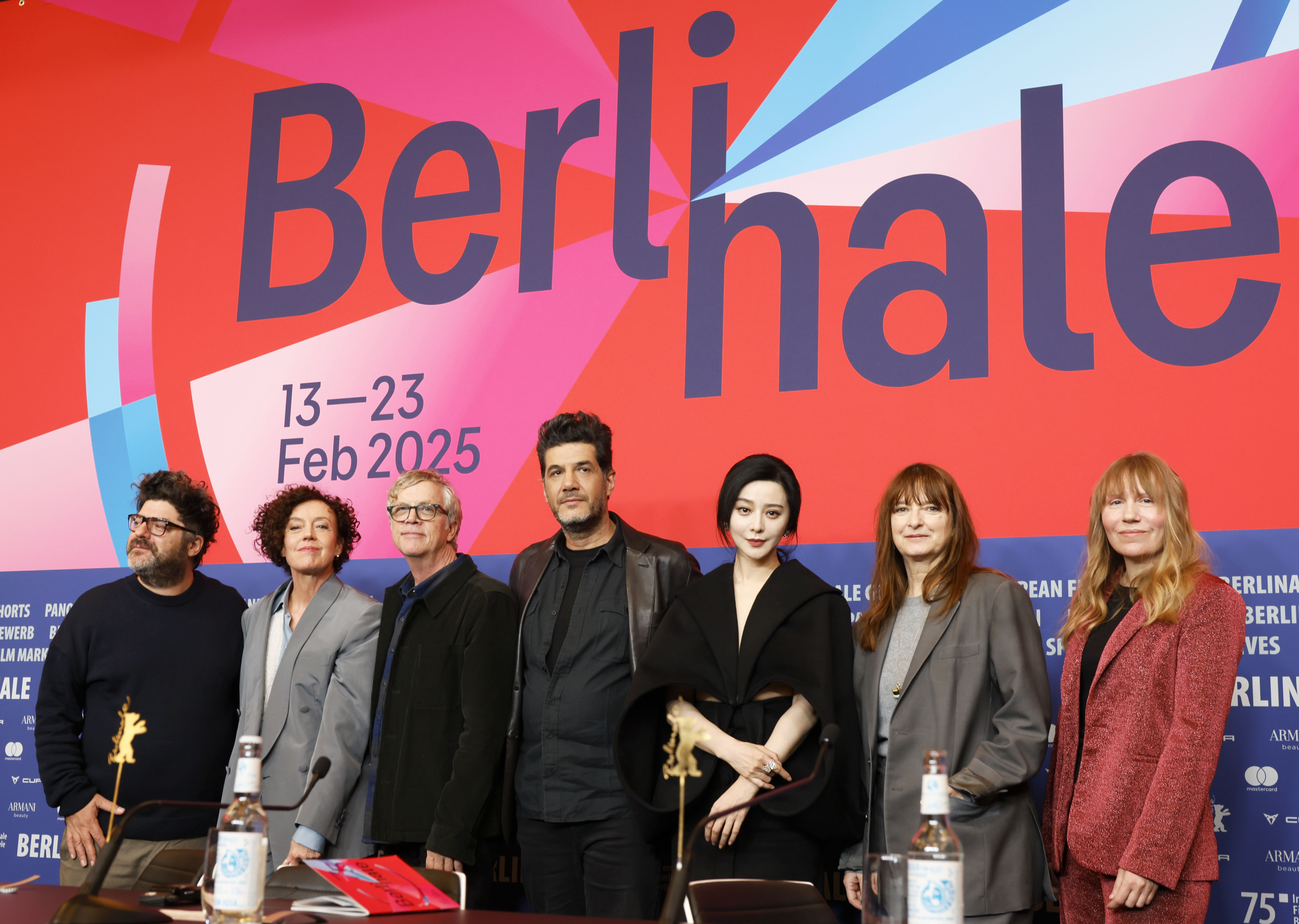
La giuria internazionale. Da sinistra: Rodrigo Moreno, Maria Schrader, Todd Haynes, Nabil Ayouch, Fan Bingbing, Bina Daigeler e Amy Nicholson.

### Giuria internazionale
- Todd Haynes, regista, sceneggiatore e produttore (Stati Uniti) - Presidente di giuria[7]
- Nabil Ayouch, regista e sceneggiatore (Francia)
- Fan Bingbing, attrice, cantante e produttrice (Cina)
- Bina Daigeler, costumista (Germania)
- Rodrigo Moreno, regista e sceneggiatore (Argentina)
- Amy Nicholson, scrittrice e critica cinematografica (Stati Uniti)
- Maria Schrader, attrice e regista (Germania)

### Giuria "Perspectives"[8]
- Meryam Joobeur, regista (Tunisia/Canada)[9]
- Aïssa Maïga, attrice (Francia)
- María Zamora, produttrice (Spagna)

### Giuria "Documentari"
- Petra Costa, regista, sceneggiatrice e produttrice (Brasile)[10]
- Lea Glob, regista e sceneggiatrice (Danimarca)
- Kazuhiro Sōda, regista, sceneggiatore e produttore (Giappone)

### Giuria "Cortometraggi"
- Dascha Dauenhauer, musicista e compositrice (Germania)[11]
- Jing Haase, curatrice e direttrice di festival cinematografici (Danimarca)
- Phạm Ngọc Lân, regista, sceneggiatore e produttore (Vietnam)

### Giurie "Generation"

#### Kinderjury/Jugendjury
Gli Orsi di cristallo sono stati assegnati da due giurie nazionali, la Kinderjury per la sezione "Kplus" e la Jugendjury per la sezione "14plus", composte rispettivamente da sette membri di 12-14 anni e cinque membri con più di 14 anni selezionati dalla direzione del festival attraverso questionari inviati l'anno precedente.

#### Giurie internazionali
Nelle sezioni "Kplus" e  "14plus", il Grand Prix e lo Special Prize sono stati assegnati da una giuria internazionale composta dalla regista Emma Branderhorst (Paesi Bassi), la regista e sceneggiatrice Aslı Özarslan (Germania) e il curatore e programmatore di festival cinematografici Ikoro Sekai (Canada).

## Selezione ufficiale

### In concorso
- Ari, regia di Léonor Serraille (Francia, Belgio)
- Blue Moon, regia di Richard Linklater (Stati Uniti d'America)
- La Cache, regia di Lionel Baier (Svizzera, Lussemburgo, Francia)
- Dreams, regia di Michel Franco (Messico, Stati Uniti d'America)
- Dreams (Drømmer), regia di Dag Johan Haugerud (Norvegia)
- Geu jayeon-i ne-ge mwo-rago hani, regia di Hong Sang-soo (Corea del Sud)
- Hot Milk, regia di Rebecca Lenkiewicz (Regno Unito, Grecia)
- If I Had Legs I'd Kick You, regia di Mary Bronstein (Stati Uniti d'America)
- Kontinental '25, regia di Radu Jude (Romania)
- El mensaje, regia di Iván Fund (Argentina, Spagna, Uruguay)
- Mother's Baby, regia di Johanna Moder (Austria, Svizzera, Germania)
- Reflection in a Dead Diamond (Reflet dans un diamant mort), regia di Hélène Cattet e Bruno Forzani (Belgio, Lussemburgo, Italia, Francia)
- Shēngxī zhīdì, regia di Meng Huo (Cina)
- Strička času, regia di Kateryna Hornostaj (Ucraina, Paesi Bassi, Lussemburgo, Francia)
- La Tour de glace, regia di Lucile Hadžihalilović (Francia, Germania)
- O último azul, regia di Gabriel Mascaro (Brasile, Messico, Cile, Paesi Bassi)
- Was Marielle weiß, regia di Frédéric Hambalek (Germania)
- Xiǎng fēi de nǚhái, regia di Vivian Qu (Cina)
- Yūnān, regia di Amir Fakhr al-Din (Germania, Canada, Italia, Palestina, Qatar, Giordania)

### Berlinale Special
- Ancestral Visions of the Future, regia di Lemohang Jeremiah Mosese (Francia, Lesotho, Germania, Qatar, Arabia Saudita)
- Das Deutsche Volk, regia di Marcin Wierzchowski (Germania)
- Friendship's Death, regia di Peter Wollen (Regno Unito)
- Honey Bunch, regia di Madeleine Sims-Fewer e Dusty Mancinelli (Canada)
- Je n'avais que le néant – "Shoah" par Lanzmann, regia di Guillaume Ribot (Francia)
- Kein Tier. So Wild., regia di Burhan Qurbani (Germania, Polonia, Francia)
- Leibniz – Chronik eines verschollenen Bildes, regia di Edgar Reitz e Anatol Schuster (Germania)
- A melhor mãe do mundo, regia di Anna Muylaert (Brasile, Argentina)
- Michtav Le'David, regia di Tom Shoval (Israele, Stati Uniti)
- My Undesirable Friends: Part I - Last Air in Moscow, regia di Julia Loktev (Stati Uniti)
- Pa-gwa, regia di Min Kyu-dong (Corea del Sud)
- Shoah, regia di Claude Lanzmann (Francia)
- Yella, regia di Christian Petzold (Germania)

#### Berlinale Special Gala
- A Complete Unknown, regia di James Mangold (Stati Uniti)
- After This Death, regia di Lucio Castro (Stati Uniti)
- Islands, regia di Jan-Ole Gerster (Germania)
- Köln 75, regia di Ido Fluk (Germania, Polonia, Belgio)
- Das Licht, regia di Tom Tykwer (Germania)
- Lurker, regia di Alex Russell (Stati Uniti, Italia)
- Mickey 17, regia di Bong Joon-ho (Stati Uniti, Corea del Sud, Regno Unito)
- The Narrow Road to the Deep North, regia di Justin Kurzel (Australia)
- The Thing with Feathers, regia di Dylan Southern (Regno Unito)
- L'ultimo turno (Heldin), regia di Petra Volpe (Svizzera, Germania)

### Cortometraggi
- After Colossus, regia di Timoteus Anggawan Kusno (Italia, Indonesia, Paesi Bassi)
- Anba dlo, regia di Luiza Calagian e Rosa Caldeira (Cuba, Brasile, Haiti)
- Because of (U), regia di Tohé Commaret (Francia)
- Casa chica, regia di Lau Charles (Messico)
- Casi septiembre, regia di Lucía G. Romero (Spagna)
- Children's Day, regia di Giselle Lin (Singapore)
- Comment ça va?, regia di Caroline Poggi e Jonathan Vinel (Francia)
- Dar band, regia di Hesam Eslami (Iran)
- Élő kövek, regia di Jakob Ladányi Jancsó (Ungheria)
- Futsu no seikatsu, regia di Yoriko Mizushiri (Francia, Giappone)
- Kámen osudu, regia di Julie Černá (Repubblica Ceca)
- Kèwài huódòng, regia di Dean Wei e Xu Yidan (Cina)
- Koki, Ciao, regia di Quenton Miller (Paesi Bassi)
- Lloyd Wong, Unfinished, regia di Lesley Loksi Chan (Canada)
- Mother's Child, regia di Naomi Noir (Paesi Bassi)
- Prekid vatre, regia di Jakob Krese (Germania, Italia, Slovenia)
- Rückblickend betrachtet, regia di Daniel Asadi Faezi e Mila Zhluktenko (Germania)
- Sammi, Who Can Detach His Body Parts, regia di Rein Maychaelson (Indonesia)
- Their Eyes, regia di Nicolas Gourault (Francia)
- Through Your Eyes, regia di Nelson Yeo (Singapore)

#### Programma speciale
- Happy Doom, regia di Billy Roisz (Austria, 2023)
- Paranmanjang, regia di Park Chan-wook e Park Chan-kyong (Corea del Sud, 2011)
- Tant qu'il nous reste des fusils à pompe, regia di Caroline Poggi e Jonathan Vinel (Francia, 2014)
- Three Stones for Jean Genet, regia di Frieder Schlaich (Germania, 2014)
- Vilaine fille, mauvais garçon, regia di Justine Triet (Francia, 2012)
- Vita Lakamaya, regia di Akihito Izuhara (Giappone, 2016)

### Perspectives
- Al mosta'mera, regia di Mohamed Rashad (Egitto, Francia, Germania, Qatar, Arabia Saudita)
- Baksho Bondi, regia di Tanushree Das e Saumyananda Sahi (India, Francia, Stati Uniti, Spagna)
- BLKNWS: Terms & Conditions, regia di Kahlil Joseph (Stati Uniti)
- Come la notte, regia di Liryc Dela Cruz (Italia, Filippine)
- El Diablo Fuma (y guarda las cabezas de los cerillos quemados en la misma caja), regia di Ernesto Martínez Bucio (Messico)
- Duas vezes João Liberada, regia di Paula Tomás Marques (Portogallo)
- Hé mán, regia di Chu Chun-Teng (Taiwan)
- How to Be Normal and the Oddness of the Other World, regia di Florian Pochlatko (Austria)
- Kaj ti je deklica, regia di Urška Djukić (Slovenia, Italia, Croazia, Serbia)
- Mad Bills to Pay (or Destiny, dile que no soy malo), regia di Joel Alfonso Vargas (Stati Uniti)
- Minden Rendben, regia di Bálint Dániel Sós (Ungheria)
- Mit der Faust in die Welt schlagen, regia di Constanze Klaue (Germania)
- On vous croit, regia di Arnaud Dufeys e Charlotte Devillers (Belgio)
- Le rendez-vous de l'été, regia di Valentine Cadic (Francia)

### Panorama
- 1001 Frames, regia di Mehrnoush Alia (Stati Uniti, Iran)
- Ato noturno, regia di Marcio Reolon e Filipe Matzembacher (Brasile)
- Begyndelser, regia di Jeanette Nordahl (Danimarca, Svezia, Belgio)
- Confidente, regia di Çağla Zencirci e Guillaume Giovanetti (Turchia, Francia, Lussemburgo)
- Delicious, regia di Nele Mueller-Stöfen (Germania)
- Den stygge stesøsteren, regia di Emilie Blichfeldt (Norvegia, Polonia, Svezia, Danimarca)
- Dreamers, regia di Joy Gharoro-Akpojotor (Regno Unito)
- Dreams in Nightmares, regia di Shatara Michelle Ford (Stati Uniti, Taiwan, Regno Unito)
- The Heart Is a Muscle, regia di Imran Hamdulay (Sudafrica, Arabia Saudita)
- Hjem kaere hjem, regia di Frelle Petersen (Danimarca)
- Hysteria, regia di Mehmet Akif Büyükatalay (Germania)
- L'Incroyable femme des neiges, regia di Sébastien Betbeder (Francia)
- Lesbian Space Princess, regia di Emma Hough Hobbs e Leela Varghese (Australia)
- Looking for Langston, regia di Isaac Julien (Regno Unito)
- Magic Farm, regia di Amalia Ulman (Stati Uniti, Argentina)
- Mikusu Modan, regia di Toshizo Fujiwara (Giappone)
- Olmo, regia di Fernando Eimbcke (Stati Uniti, Messico)
- Once Again... (Statues Never Die), regia di Isaac Julien (Regno Unito)
- Other People's Money (Die Affäre Cum-Ex), regia di Jan Schomburg, Dustin Loose e Kaspar Munk (Germania, Danimarca, Austria)
- Peter Hujar's Day, regia di Ira Sachs (Stati Uniti, Germania)
- Queerpanorama, regia di Jun Li (Stati Uniti, Hong Kong, Cina)
- Schwesterherz, regia di Sarah Miro Fischer (Germania, Spagna)
- Silent Sparks, regia di Ping Chu (Taiwan)
- Sorda, regia di Eva Libertad (Spagna)
- Welcome Home Baby, regia di Andreas Prochaska (Austria, Germania)
- Zikaden, regia di Ina Weisse (Germania, Francia)

#### Panorama Dokumente
- Bajo las banderas, el sol, regia di Juanjo Pereira (Paraguay, Argentina, Stati Uniti, Francia, Germania)
- Bedrock, regia di Kinga Michalska (Canada)
- Ich will alles. Hildegard Knef, regia di Luzia Schmid (Germania)
- Khartoum, regia di Anas Saeed, Rawia Alhag, Ibrahim Snoopy, Timeea M Ahmed e Phil Cox (Sudan, Regno Unito, Germania, Qatar)
- Listy z Wilczej, regia di Arjun Talwar (Polonia, Germania)
- Die Möllner Briefe, regia di Martina Priessner (Germania)
- Monk in Pieces, regia di Billy Shebar (Stati Uniti, Germania, Francia)
- Paul, regia di Denis Côté (Canada)
- Satanische Sau, regia di Rosa von Praunheim (Germania)
- Yalla Parkour, regia di Areeb Zuaiter (Svezia, Qatar, Arabia Saudita, Palestina)

### Forum
- 2024, regia di Stefan Hayn (Germania)
- After Dreaming, regia di Christine Haroutounian (Armenia, Stati Uniti, Messico)
- Batim, regia di Veronica Nicole Tetelbaum (Israele, Germania)
- Bombam, regia di Kang Mi-ja (Corea del Sud)
- Cadet, regia di Adilkhan Yerzhanov (Kazakistan)
- Canone effimero, regia di Gianluca e Massimiliano De Serio (Italia)
- Chas pidlotu, regia di Vitaly Mansky (Lettonia, Repubblica Ceca, Ucraina)
- Colosal, regia di Nayibe Tavares-Abel (Repubblica Dominicana)
- Evidence, regia di Lee Anne Schmitt (Stati Uniti)
- Fwends, regia di Sophie Somerville (Australia)
- Holding Liat, regia di Brandon Kramer (Stati Uniti)
- Janine zieht aufs Land, regia di Jan Eilhardt (Germania)
- Der Kuss des Grashüpfers, regia di Elmar Imanov (Germania, Lussemburgo, Italia)
- little boy, regia di James Benning (Stati Uniti)
- La memoria de las mariposas, regia di Tatiana Fuentes Sadowski (Perù, Portogallo)
- Minimals in a Titanic World, regia di Philbert Aimé Mbabazi Sharangabo (Rwanda, Germania, Camerun)
- Palliativstation, regia di Philipp Döring (Germania)
- Punku, regia di Juan Daniel Fernández Molero (Perù, Spagna)
- Queer as Punk, regia di Yihwen Chen (Malesia, Indonesia)
- Restitucija, ili, San i java stare garde, regia di Želimir Žilnik (Serbia, Slovenia)
- The Sense of Violence, regia di Kim Mooyoung (Corea del Sud)
- Sirens Call, regia di Miri Ian Gossing e Lina Sieckmann (Germania, Paesi Bassi)
- Stolz & Eigensinn, regia di Gerd Kroske (Germania)
- The Swan Song of Fedor Ozerov, regia di Yuri Semashko (Lituania)
- The Trio Hall, regia di Su Hui-yu (Taiwan)
- Underground, regia di Kaori Oda (Giappone)
- Unsere Zeit wird kommen, regia di Ivette Löcker (Austria)
- Vaghachipani, regia di Natesh Hegde (India, Singapore)
- Wenn du Angst hast nimmst du dein Herz in den Mund und lächelst, regia di Marie Luise Lehner (Austria)
- What’s next?, regia di Cao Yiwen (Hong Kong, Cina)
- When Lightning Flashes Over the Sea, regia di Eva Neymann (Germania, Ucraina)

#### Forum Special
- Das falsche Wort, regia di Katrin Seybold e Melanie Spitta (Germania Ovest)
- Guochang, regia di Nana Xu (Germania, Cina)
- Iracema, uma transa amazônica, regia di Jorge Bodanzky e Orlando Senna (Brasile, Germania Ovest)
- The Long Road to The Director's Chair, regia di Vibeke Løkkeberg (Norvegia)
- Mes fantômes arméniens, regia di Tamara Stepanyan (Francia, Armenia, Qatar)
- Nagota, regia di Sabina Bakaeva (Uzbekistan, Francia)
- Scars of a Putsch, regia di Nathalie Borgers (Austria, Belgio)
- Shinagani gazapkhulebis q'vaviloba, regia di Tiku Kobiashvili (Georgia)

### Forum Expanded
- Akher Youm, regia di Mahmoud Ibrahim (Egitto)
- Al Basateen, regia di Antoine Chapon (Francia)
- Cartas do Absurdo, regia di Gabraz Sanna (Brasile)
- Extra Life (and Decay), regia di Stéphanie Lagarde (Paesi Bassi, Francia)
- Mikuba, regia di Petna Ndaliko Katondolo (Repubblica Democratica del Congo, Stati Uniti)
- Miraculous Accident, regia di Assaf Gruber (Germania, Austria)
- Mirage: Eigenstate, regia di Riar Rizaldi (Indonesia, Regno Unito, Portogallo)
- Mountain Roars, regia di Chonchanok Thanatteepwong e Pobwarat Maprasob (Tailandia)
- Mua besoj më shpëtoj portreti, regia di Alban Muja (Kosovo, Paesi Bassi)
- Photosynthesizing Dead in Warehouse, regia di Jeamin Cha (Corea del Sud)
- Pidikwe, regia di Caroline Monnet (canada)
- Portales, regia di Elena Duque (Spagna)
- Spetsialna Operatsiia, regia di Oleksiy Radynski (Ucraina, Lituania)
- STARS, regia di STARS Collective (Regno Unito, Germania)
- Tin City, regia di Feargal Ward (Irlanda)
- When the Sun is Eaten (Chi'bal K'iin), regia di Kevin Jerome Everson (Stati Uniti)
- Wilfred Buck's Star Stories, regia di Lisa Jackson e The Macronauts (Canada)
- Zizi (ou oração da jaca fabulosa), regia di Felipe M. Bragança (Brasile)

### Generation

#### Generation Kplus
- A natureza das coisas invisíveis, regia di Rafaela Camelo (Brasile, Cile)
- Maya, donne-moi un titre, regia di Michel Gondry (Francia)
- Only on Earth, regia di Robin Petré (Danimarca, Spagna)
- Pohádky po babičce, regia di David Súkup, Patrik Pašš, Leon Vidmar e Jean-Claude Rozec (Repubblica Ceca, Slovacchia, Slovenia, Francia)
- Ran Bi Wa, regia di Li Wenyu (Cina)
- Space Cadet, regia di Kid Koala (Canada)
- Umibe é Iku Michi, regia di Satoko Yokohama (Giappone)
- Zhi Wu Xue Jia, regia di Yi Jing (Cina)
- Zirkuskind, regia di Julia Lemke e Anna Koch (Germania)

##### Cortometraggi
- Akababuru: Expresión de asombro, regia di Irati Dojura Landa Yagarí (Colombia)
- Anngeerdardardor, regia di Christoffer Rizvanovic Stenbakken (Danimarca, Groenlandia)
- Autokar, regia di Sylwia Szkiłądź (Belgio, Francia)
- Down in the Dumps, regia di Vera van Wolferen (Paesi Bassi)
- El paso, regia di Roberto Tarazona (Cuba)
- Juanita, regia di Karen Joaquín e Uliane Tatit (Spagna)
- Little Rebels Cinema Club, regia di Khozy Rizal (Indonesia)
- On a Sunday at Eleven, regia di Alicia K. Harris (Canada)
- Ornmol, regia di Marlikka Perdrisat (Australia)
- Ruse, regia di Rhea Shukla (India)

#### Generation 14plus
- Christy, regia di Brendan Canty (Irlanda, Regno Unito)
- Daye: Seret Ahl El Daye, regia di Karim El Shenawy (Egitto, Arabia Saudita)
- Hora do recreio, regia di Lucia Murat (Brasile)
- I agries meres mas, regia di Vasilis Kekatos (Grecia, Francia)
- De menor, regia di Caru Alves de Souza (Brasile)[13]
- Paternal Leave, regia di Alissa Jung (Germania, Italia)
- Sunshine, regia di Antoinette Jadaone (Filippine)
- Têtes Brûlées, regia di Maja Ajmia Yde Zellama (Belgio)
- Uiksaringitara, regia di Zacharias Kunuk (Canada)
- Village Rockstars 2, regia di Rima Das (India, Singapore)
- Zečji nasip, regia di Čejen Černić Čanak (Croazioa, Lituania, Slovenia)

##### Cortometraggi
- Arame farpado, regia di Gustavo de Carvalho (Brasile)
- Atardecer en América, regia di Matías Rojas Valencia (Brasile, Cile, Colombia)
- Beneath Which Rivers Flow, regia di Ali Yahya (Iraq)
- Fantas, regia di Halima Elkhatabi (Canada)
- Howl, regia di Domini Marshall (Australia)
- Julian and the Wind, regia di Connor Jessup (Canada)
- Ne réveillez pas l'enfant qui dort, regia di Kevin Aubert (Senegal, Francia, Marocco)
- Quaker, regia di Giovanna Molina (Stati Uniti)
- Sous ma fenêtre, la boue, regia di Violette Delvoye (Francia, Belgio)
- Wish You Were Ear, regia di Mirjana Balogh (Ungheria)

### Retrospettiva
- Blutiger Freitag, regia di Rolf Olsen (Germania Ovest, Italia)
- Duello a tre (Deadlock), regia di Roland Klick (Germania Ovest)
- Einer von uns beiden, regia di Wolfgang Petersen (Germania Ovest)
- Fleisch, regia di Rainer Erler (Germania Ovest)
- Fremde Stadt, regia di Rudolf Thome (Germania Ovest)
- Hut ab, wenn du küsst!, regia di Rolf Losansky (Germania Est)
- Jonathan, regia di Hans W. Geißendörfer (Germania Ovest)
- Lady Dracula, regia di Franz Josef Gottlieb (Germania Ovest)
- Mädchen mit Gewalt, regia di Roger Fritz (Germania Ovest)
- Männer sind zum Lieben da, regia di Eckhart Schmidt (Germania Ovest)
- Nelken in Aspik, regia di Günter Reisch (Germania Est)
- Nicht schummeln, Liebling!, regia di Joachim Hasler (Germania Est)
- Orpheus in der Unterwelt, regia di Horst Bonnet (Germania Est)
- Rocker, regia di Klaus Lemke (Germania Ovest)
- La tenerezza del lupo (Die Zärtlichkeit der Wölfe), regia di Ulli Lommel (Germania Ovest)

#### Berlinale Classics
- Gli angeli dell'inferno (Hell's Angels), regia di Howard Hughes (Stati Uniti)
- Il caso Paradine (The Paradine Case), regia di Alfred Hitchcock (Stati Uniti)
- The Goddess (Shénnǚ), regia di Wu Yonggang (Cina)
- Ispettore Callaghan: il caso Scorpio è tuo! (Dirty Harry), regia di Don Siegel (Stati Uniti)
- Naerata ometi, regia di Leida Laius e Arvo Iho (Unione Sovietica)
- Seisaku no tsuma, regia di Yasuzō Masumura (Giappone)
- Solo Sunny, regia di Wolfgang Kohlhaase e Konrad Wolf (Germania Est)
- Vestida de azul, regia di Antonio Giménez-Rico (Spagna)

### Berlinale EFM
- 100 Liters of Gold, regia di Teemu Nikki (Finlandia)
- Abode of Down, regia di Kristina Shtubert (Germania)
- About Woman, regia di Maurice Trouwborst (Paesi Bassi)
- La città proibita, regia di Gabriele Mainetti (Italia)
- Loss of Balance, regia di Korek Bojanowski (Polonia)
- Luisa, regia di Julia Roesler (Germania)
- L'ultima cosa bella, regia di Luca Luongo (Italia)
- Muganga, regia di Marie-Hélène Roux (Francia)
- Mr. Burton, regia di Marc Evans (Regno Unito)
- Silent Storms, regia di Dania Reymond-Boughenou (Francia)
- That Summer in Paris, regia di Valentine Cadic (Francia)
- The Art Whisperer, regia di Flemming Fynsk (Stati Uniti)
- The Perfect Gamble, regia di Danny Abeckaser (Stati Uniti)
- The Things You Kill, regia di Alireza Khatami (Francia, Canada)
- The Rule of Jenny Pen, regia di James Ashcroft (Nuova Zelanda)
- Vena, regia di Chiara Fleischhacker (Germania)
- Vindicta, regia di Dominik Sedlar (Croazia)

## Premi

### Premi della giuria internazionale
- Orso d'oro: Dreams (Drømmer) di Dag Johan Haugerud
- Orso d'argento, gran premio della giuria: O último azul di Gabriel Mascaro
- Orso d'argento, premio della giuria: El mensaje di Iván Fund
- Orso d'argento per il miglior regista: Meng Huo per Shēngxī zhīdì
- Orso d'argento per la miglior interpretazione da protagonista: Rose Byrne per If I Had Legs I'd Kick You di Mary Bronstein
- Orso d'argento per la miglior interpretazione da non protagonista: Andrew Scott per Blue Moon di Richard Linklater
- Orso d'argento per la migliore sceneggiatura: Radu Jude per Kontinental '25
- Orso d'argento per il miglior contributo artistico: l'ensemble creativo di La Tour de glace di Lucile Hadžihalilović

### Premi della giuria "Perspectives"
- Migliore opera prima: El Diablo Fuma (y guarda las cabezas de los cerillos quemados en la misma caja) di Ernesto Martínez Bucio
- Menzione speciale: On vous croit di Arnaud Dufeys e Charlotte Devillers

### Premi della giuria "Documentari"
- Miglior documentario: Holding Liat di Brandon Kramer
- Menzioni speciali: La memoria de las mariposas di Tatiana Fuentes Sadowski e Canone effimero di Gianluca e Massimiliano De Serio

### Premi della giuria "Cortometraggi"
- Orso d'oro per il miglior cortometraggio: Lloyd Wong, Unfinished di Lesley Loksi Chan
- Orso d'argento, premio della giuria: Futsu no seikatsu di Yoriko Mizushiri
- Cupra Filmmaker Award: Quenton Miller per Koki, Ciao
- Cortometraggio candidato agli European Film Awards: Comment ça va? di Caroline Poggi e Jonathan Vinel

### Premi onorari
- Orso d'oro alla carriera: Tilda Swinton
- Berlinale Kamera: Rainer Rother

### Premi delle giurie "Generation"

#### Kinderjury Generation Kplus
- Orso di cristallo: Maya, donne-moi un titre di Michel Gondry
- Menzione speciale: Zirkuskind di Julia Lemke e Anna Koch
- Orso di cristallo per il miglior cortometraggio: Little Rebels Cinema Club di Khozy Rizal
- Menzione speciale: Down in the Dumps di Vera van Wolferen

#### Generation Kplus International Jury
- Grand Prix per il miglior lungometraggio: Zhi Wu Xue Jia di Yi Jing
- Menzione speciale: Umibe é Iku Michi di Satoko Yokohama
- Special Prize per il miglior cortometraggio: Autokar di Sylwia Szkiłądź
- Menzione speciale: Akababuru: Expresión de asombro di Irati Dojura Landa Yagarí

#### Jugendjury Generation 14plus
- Orso di cristallo: Sunshine di Antoinette Jadaone
- Menzione speciale: Hora do recreio di Lucia Murat
- Orso di cristallo per il miglior cortometraggio: Wish You Were Ear di Mirjana Balogh
- Menzione speciale: Atardecer en América di Matías Rojas Valencia

#### Generation 14plus International Jury
- Grand Prix per il miglior lungometraggio: Christy di Brendan Canty
- Menzione speciale: Têtes Brûlées di Maja Ajmia Yde Zellama]
- Special Prize per il miglior cortometraggio: Ne réveillez pas l'enfant qui dort di Kevin Aubert
- Menzione speciale: Beneath Which Rivers Flow di Ali Yahya

### Premi delle giurie indipendenti
- Premio della giuria ecumenica
- Concorso: O último azul di Gabriel Mascaro
- Panorama: The Heart Is a Muscle di Imran Hamdulay
- Forum: Holding Liat di Brandon Kramer
- Premio FIPRESCI
- Concorso: Dreams di Dag Johan Haugerud
- Perspectives: Kaj ti je deklica di Urška Djukić
- Panorama: Bajo las banderas, el sol di Juanjo Pereira
- Forum: La memoria de las mariposas di Tatiana Fuentes Sadowski
- Guild Film Prize: Dreams di Dag Johan Haugerud
- Menzione speciale: Was Marielle weiß di Frédéric Hambalek
- Premio CICAE Art Cinema
- Panorama: Sorda di Eva Libertad
- Forum: Wenn du Angst hast nimmst du dein Herz in den Mund und lächelst di Marie Luise Lehner
- Label Europa Cinemas: Hysteria di Mehmet Akif Büyükatalay
- Premio Caligari: Fwends di Sophie Somerville
- Amnesty International Film Award: Die Möllner Briefe di Martina Priessner
- Premio Heiner Carow: Palliativstation di Philipp Döring
- AG Kino Gilde 14plus: Paternal Leave di Alissa Jung
Menzione d'onore: Têtes Brûlées di Maja Ajmia Yde Zellama
- Teddy Award
- Miglior lungometraggio: Lesbian Space Princess di Emma Hough Hobbs e Leela Varghese
- Miglior documentario/film d'essai: Satanische Sau di Rosa von Praunheim
- Miglior cortometraggio: Lloyd Wong, Unfinished di Lesley Loksi Chan
- Premio della giuria: Wenn du Angst hast nimmst du dein Herz in den Mund und lächelst di Marie Luise Lehner
- Premio speciale: Todd Haynes

### Premi del pubblico e dei lettori
- Panorama Audience Award
- Film: Sorda di Eva Libertad
- Documentari: Die Möllner Briefe di Martina Priessner
- Premio dei lettori della Berliner Morgenpost: O último azul di Gabriel Mascaro
- Premio dei lettori di Der Tagesspiegel: The Swan Song of Fedor Ozerov di Yuri Semashko